# Первый Всероссийский шашечный турнир
1-й Всероссийский шашечный турнир — соревнование по русским шашкам, которое прошло 1 июля 1894 года в  Москве.
Организатор — Павел Николаевич Бодянский. Фактически был первым чемпионатом Российской империи по шашкам.

## Участники
Приняли участие 8 шашистов:
Павел Николаевич Бодянский — в организованном им первенстве Киева в 1893 году занял первое место, опередив сильнейшего на тот момент шашиста Украины А. К. Чайковского, также хорошо зарекомендовал себя в турнирах по переписке.
Фёдор Альбертович Каулен — в «Руководстве шашечной игры» И. Фоглера в 1881 году упоминался в числе сильнейших игроков Москвы.
Сергей Андреевич Воронцов — в 1880-1894 годы вместе с примерно равным по силе Кауленом считались сильнейшими игроками России.
Иван Афанасьевич Серков — считалось, что он уступал по силе Каулену и Воронцову, но превосходил остальных московских шашистов.
Аркадий Александрович Оводов — проживал в городе Епифань, начиная с 1887 года играл со многими московскими игроками, имел репутацию сильного шашиста. 14 октября 1893 года первый  раз играл со своим ровесником Воронцовым, при этом выиграл 3 партии, свёл вничью 9 и проиграл также 9 партий.
А. И. Бородинский проживал в Павловском Посаде.
И. П. Оводов проживал в Епифани, участвовал в местных турнирах.
Р. А. Зоммермейер представлял Петербург, играл в местных турнирах.

## Ход турнира
Распорядителем турнира был избран Давыд Иванович Саргин. Призовой фонд состоял из взносов участников (20 рублей) и пожертвований некоторых любителей шашек.
Турнир проводился в большом зале Московской сберегательной кассы, директором которой был шашечный и шахматный деятель Павел Бобров, в один день по круговой системе. Каждый участник играл с соперником микроматч из двух партий (одну партию белыми шашками и одну чёрными). За победу в партии давалось 1 очко, за ничью ½ очка и за поражение 0 очков.
Фёдор Каулен и Сергей Воронцов набрали равное количество очков. Для определения победителя между ними был проведён дополнительный матч из 2 партий. Обе партии закончились вничью. Каулен и Воронцов разделили первый и второй призы. Третий приз получил А. Оводов. Специальный приз за наилучший результат с победителями был вручён А. Бородинскому.
| Место | Спортсмен      | 1   | 2   | 3   | 4   | 5   | 6   | 7   | 8   | Очки |
| ----- | -------------- | --- | --- | --- | --- | --- | --- | --- | --- | ---- |
| 1-2   | Ф. Каулен      |     | ½ ½ | ½ ½ | 1 ½ | 1 1 | 1 ½ | 1 1 | 1 1 | 11   |
| 1-2   | С. Воронцов    | ½ ½ |     | 1 ½ | 1 ½ | 1 ½ | 1 1 | 1 ½ | 1 1 | 11   |
| 3     | А. Оводов      | ½ ½ | 0 ½ |     | 1 0 | 1 1 | 1 1 | 1 1 | 1 1 | 10,5 |
| 4     | А. Бородинский | ½ 0 | 0 ½ | 1 0 |     | ½ ½ | 1 ½ | 0 1 | 1 1 | 7,5  |
| 5     | И. Серков      | 0 0 | 0 ½ | 0 0 | ½ ½ |     | 0 0 | 1 1 | 1 1 | 5,5  |
| 6     | П. Бодянский   | 0 ½ | 0 0 | 0 0 | 0 ½ | 1 1 |     | 1 0 | 0 1 | 5    |
| 7     | И. Оводов      | 0 0 | 0 ½ | 0 0 | 1 0 | 0 0 | 0 1 |     | 1 1 | 4,5  |
| 8     | Р. Зоммермейер | 0 0 | 0 0 | 0 0 | 0 0 | 0 0 | 1 0 | 0 0 |     | 1    |